# Marta Ludwika (księżniczka Norwegii)
Marta Ludwika Glücksburg (nor. Märtha Louise; ur. 22 września 1971 w Oslo) – księżniczka Norwegii. Jest córką Haralda V, oraz jego żony, Sonji Haraldsen. Obecnie zajmuje czwarte miejsce w linii sukcesji do norweskiego tronu, za swoim bratankiem – Sverrem Magnusem, a przed swoją najstarszą córką – Maud Behn.
W latach 2002–2017 była żoną norweskiego pisarza, Ariego Behna. Miała z nim trzy córki – Maud (ur. 2003), Leah (ur. 2005) i Emmę (ur. 2008). Od 2024 roku jej mężem jest samozwańczy szaman, Durek Verrett.

## Powiązania rodzinne i edukacja
Księżniczka Marta Ludwika urodziła się 22 września 1971 w National Hospital w Oslo.
Jej rodzicami są Harald V, król Norwegii (wówczas (książę koronny Norwegii) i jego żona, królowa Sonja.
Jej dziadkami byli ze strony ojca Olaf V, król Norwegii, panujący w latach 1957–1991, urodzony jako książę Danii i jego żona, Marta Bernadotte, księżniczka szwedzka, natomiast ze strony matki Karl Haraldsen i jego żona, Dagny Ulrichsen.
Ma młodszego brata, Haakona, księcia koronnego Norwegii.
Otrzymała imiona na cześć swojej babki, królowej Marty, urodzonej jako księżniczka Szwecji i Ludwiki, królowej Danii, pochodzącej ze szwedzkiej i duńskiej rodziny królewskiej.
Od urodzenia nosiła tytuł Jej Królewskiej Wysokości Księżniczki Norwegii, który po ślubie w 2002 zmieniono na Jej Wysokość Księżniczkę Norwegii. Zajmuje czwarte miejsce w linii sukcesji norweskiego tronu, za swoim bratankiem, a przed najstarszą córką. Jako dynastyczna potomkini Zofii, elektorowej Hanoweru zajmuje miejsce w linii sukcesji tronu brytyjskiego.

### Religia
Została ochrzczona w wierze luterańskiej w Kaplicy Królewskiej Pałacu Królewskiego w Oslo dnia 19 października 1971. Jej rodzicami chrzestnymi zostali: król Norwegii (jej dziadek ze strony ojca), księżniczka Małgorzata ze Szwecji (siostra dziadka ze strony ojca), hrabia Fleming Waldemar z Rosenborgu (cioteczny stryj), księżniczka Ragnhilda z Norwegii (siostra ojca), Dagny Haraldsen, Haakon Haraldsen, Nils Jørgen Astrup i Ilmi Riddervold.
Jest matką chrzestną przynajmniej dwóch osób:
- hrabiego Friedricha Richarda Oscara Jeffersona von Pfeila and Klein-Ellgutha (ur. 1999);
- księżniczki Ingrid Aleksandry z Norwegii (ur. 2004), córki księcia i księżnej koronnej Norwegii[1].

### Edukacja
Uczęszczała do Smestad school w Oslo.
W 1990 ukończyła Kristelig Gymnasium w Oslo.
Ukończyła studia na fizjoterapii na Uniwersytecie w Oslo.
Następnie przeniosła się do Anglii, gdzie podjęła kurs w Waterstock House Training Centre i rozpoczęła studia w zakresie literatury na Uniwersytecie Oksfordzkim.
W 1992 została słuchaczem Bjørknes Privatskole w Oslo, a następnie rozpoczęła studia na fizjoterapii na Oslo University College. Doświadczenie zawodowe zdobywała w czasie kursu w Maastricht. W 2000 uzyskała uprawnienia fizjoterapeuty.

## Kariera zawodowa
5 listopada 2010 w Brugge wzięła udział w konferencji prasowej, w której promowała książkę Meet your Guardian Angel, napisaną we współpracy z Elisabeth Samnoy.
Księżniczka interesuje się praktykami spirytystycznymi. W 2007 wywołała kontrowersje, ogłaszając zamiar otwarcia szkoły, która umożliwiłaby ludziom kontakt z aniołami.
W 2019 razem ze swoim partnerem, Durekiem Varrett rozpoczęła w Norwegii i Danii trasę Księżniczka i Szaman (The Princess and the Shaman), której celem jest „dzielenie się mądrością z ludźmi”. Mężczyzna w rozmowie z mediami przyznał, że od drugiego roku życia wiedział, iż jest szamanem (od swojej babki), wierzy, że w poprzednim wcieleniu był królem i znał księżniczkę Martę.

## Członkini rodziny królewskiej
Jako córka norweskiego monarchy uprawniona jest do używania tytułu Jej Wysokości Księżniczki Norwegii. Po urodzeniu otrzymała predykat Jej Królewskiej Wysokości, który nosiła do dnia swojego ślubu. W latach 1971–1990 nie zajmowała miejsca w linii sukcesji norweskiego tronu, ponieważ przysługiwało ono wyłącznie mężczyznom. W 1990 zmieniono zapisy norweskiej konstytucji, pozwalając kobietom na dziedziczenie tronu, niezależnie od posiadania braci. Zmiany dotknęły jednak wyłącznie osoby urodzone po 1990, wobec czego księżniczka Marta Ludwika została wpisana na trzecie miejsce listy, za swoim ojcem i młodszym bratem. Pierwszą kobietą, która skorzystała z nowego prawa, została jej bratanica, księżniczka Ingrid Aleksandra, urodzona w 2004, która zajęła drugą pozycję i nie została wyprzedzona przez narodziny swojego młodszego brata w 2005.
Marta Ludwika od urodzenia zajmuje miejsce w linii sukcesji brytyjskiego tronu, za swoim bratem.
26 września 1971 opublikowano pierwsze zdjęcie pary książęcej z ich córką.
17 stycznia 1991 zmarł jej dziadek, król Olaf V, a nowym władcą Norwegii został jej ojciec, Harald V.
W 1992 odznaczona Orderem Słonia.

### Działalność w Norwegii
W maju 1973 po raz pierwszy wzięła udział w obchodach Narodowego Dnia Norwegii i wystąpiła na balkonie Pałacu Królewskiego razem z rodziną królewską.
W czerwcu 1991 przebywała z oficjalną wizytą w Trondheim.
W listopadzie 2017 wzięła udział w obchodach 100. rocznicy powstania HLF, norweskiej organizacji wspierającej osoby, które utraciły słuch.
W marcu 2018 odwiedziła szkołę w Sarpsborg.

### Oficjalne wizyty zagraniczne
W czerwcu 1993 uczestniczyła w bankiecie z okazji dyplomatycznej wizyty szwedzkiej rodziny królewskiej.
W kwietniu 2001 przebywała z oficjalną wizytą w Boliwii i Peru.
W maju 2001 brała udział w dyplomatycznej wyprawie do Norwegii Elżbiety II, królowej Zjednoczonego Królestwa i Filipa, księcia Edynburga.
W lutym 2018 wystąpiła podczas bankietu w Oslo na cześć goszczących tam księcia i księżnej Cambridge.

### Związki z innymi rodzinami królewskimi
Była gościem ceremonii zaślubin: Filipa, księcia Brabancji z Matyldą d’Udekem d’Acoz (Bruksela, 1999), księcia Konstantyna z Holandii z Laurencją Brinkhorst (Haga, 2001), Filipa, księcia Asturii z Letycją Ortiz Rocasolano (Madryt, 2004), Fryderyka, księcia koronnego Danii z Marią Donaldson (Kopenhaga, 2004), księcia Joachima z Danii z Marią Cavallier (Mogeltonder, 2008), Daniela Westlinga z Wiktorią, księżną koronną Szwecji (Sztokholm, 2010), Wilhelma, dziedzicznego wielkiego księcia Luksemburga z hrabianką Stefanią de Lannoy (Luksemburg, 2012),  Christopher O’Neill z Magdaleną, księżną Hälsinglandu i Gästriklandu (Sztokholm, 2013) i Karola Filipa, księcia Värmlandu z Zofią Hellqvist (Sztokholm, 2015).
Reprezentowała dwór norweski w czasie uroczystości pogrzebowych: hrabiego Fleminga z Rosenborgu (Kopenhaga, 2002), księcia Karola Bernadotte (Sztokholm, 2003), Ryszarda, 6. księcia Sayn-Wittegenstein-Berleburg (Bad Berleburg, 2017).
Uczestniczyła w oficjalnych obchodach 50.(Sztokholm, 1996) i 70. urodzin Karola XVI Gustawa, króla Szwecji, 60. urodzin Małgorzaty II, królowej Danii (Kopenhaga, 2000), 90. urodzin księcia Karola Bernadotte (Sztokholm, 2001), 25. rocznicy ślubu króla i królowej Szwecji (Sztokholm, 2001) i 25. urodzin Wiktorii, księżnej koronnej Szwecji (Sztokholm, 2002).

### Sport
W marcu 2018 przebywała w Pjongczangu, gdzie wręczała medale sportowcom w ramach zimowych igrzysk paraolimpijskich.

## Życie prywatne
13 grudnia 2001 norweska rodzina królewska ogłosiła zaręczyny księżniczki Marty Ludwiki z Arim Behn, norweskim pisarzem pochodzenia duńskiego, synem Olava Bjørshol i Marianne Solberg. Tego samego dnia miała miejsce sesja zdjęciowa i konferencja prasowa narzeczonych w Pałacu Królewskim w Oslo.
Księżniczka Marta Ludwika i Ari Behn wstąpili w związek małżeński dnia 24 maja 2002 w Katedrze Nidaros w Trondheim. 
25 listopada 2002 ogłoszono pierwszą ciążę księżniczki. 29 kwietnia 2003 o godzinie 20:10 w Rikshospitalet, The Oslo National Hospital urodziło się dziecko pary i pierwsza wnuczka króla Haralda, która otrzymała imiona Maud Angelica.
20 września 2004 podano do informacji, że Marta Ludwika spodziewa się narodzin drugiego dziecka. Kolejna córka pary, Leah Isadora, przyszła na świat 8 kwietnia 2005 w rodzinnym domu w Fredrikstad.
Od października 2004 do kwietnia 2005 rodzina Behn mieszkała w Nowym Jorku.
13 marca 2008 rodzina królewska poinformowała o kolejnej ciąży księżniczki. Trzecia córka, Emma Tallulah, urodziła się w Lommedalen dnia 29 września tego samego roku.
Wszystkie dzieci Marty Ludwiki i jej męża wpisane zostały do linii sukcesji norweskiego tronu, za swoją matką.
5 sierpnia 2016 król Norwegii ogłosił, że jego córka i zięć podjęli decyzję o separacji. Małżeństwo zakończyło się rozwodem w 2017.
12 maja 2019 księżniczka ujawniła, że jest w związku z Durekiem Verrettem (ur. 1974), amerykańskim szamanem pochodzenia norweskiego, indyjskiego i haitańskiego. Razem z partnerem podróżuje po świecie i przeprowadza seanse spirytystyczne. Działalność księżniczki i Verretta doprowadziła do krytyki ze strony opinii publicznej, wobec czego 8 sierpnia 2019 Marta Ludwika zrezygnowała z używania królewskiego tytułu w czasie realizowania swojej kariery.
25 grudnia 2019 Ari Behn popełnił samobójstwo w swoim domu w Lommedalen. 3 stycznia 2020 uczestniczyła we mszy pogrzebowej swojego byłego męża, która odprawiona została przez biskup Oslo Kari Veiteberg w Katedrze w Oslo. W uroczystości wzięły udział dzieci pary, a najstarsza córka Maud wygłosiła przemówienie. Wśród żałobników znaleźli się król i królowa Norwegii, książę i księżna koronna Norwegii, księżniczka Ingrid Aleksandra, książę Sverre Magnus, księżniczka Astryda, książę Daniel ze Szwecji oraz Laurencja, księżna Niderlandów. Księżniczka Marta Ludwika zamieściła na swoim koncie na Instagramie osobiste pożegnanie Ariego Behna.
7 czerwca 2022 księżniczka Marta Ludwika ogłosiła swoje zaręczyny z samozwańczym szamanem, Durekiem Verrettem. Para zawarła związek małżeński 31 sierpnia 2024 w Geiranger.